# Prima Categoria Basilicata 1961-1962
Il campionato di calcio di Prima Categoria 1961-1962 è stato il V livello del campionato italiano. A carattere regionale, fu il terzo campionato dilettantistico con questo nome dopo la riforma voluta da Zauli del 1958.
Questi sono i gironi organizzati della regione Basilicata.

## Basilicata

### Squadre partecipanti
| Squadra               | Città (provincia)       | Stagione precedente             |
| --------------------- | ----------------------- | ------------------------------- |
| Cadetti S. Maria      | Potenza                 |                                 |
| Frassati Potenza      | Potenza                 |                                 |
| A.S. Genzano          | Genzano di Lucania (PZ) |                                 |
| U.S. Libertas-Invicta | Potenza                 |                                 |
| U.S. Melfi            | Melfi (PZ)              |                                 |
| U.S. Moliternese      | Moliterno (MT)          | 1º posto in Seconda Categoria I |
| U.S. Montecalvo       | Pescopagano (PZ)        |                                 |
| C.S. Vultur           | Rionero in Vulture (PZ) |                                 |

### Classifica finale
|  | Pos. | Squadra               | Pt | G  | V  | N | P  | GF | GS | DR  |
|  | ---- | --------------------- | -- | -- | -- | - | -- | -- | -- | --- |
|  | 1.   | Libertas Invicta      | 25 | 14 | 12 | 1 | 1  | 47 | 20 | +27 |
|  | 2.   | Montecalvo            | 24 | 14 | 11 | 2 | 1  | 39 | 12 | +27 |
|  | 3.   | Vultur Rionero (-1)   | 12 | 14 | 6  | 1 | 7  | 16 | 21 | -5  |
|  | 3.   | Melfi (-1)            | 12 | 14 | 6  | 1 | 7  | 19 | 30 | -11 |
|  | 5.   | Cadetti S. Maria (-1) | 11 | 14 | 5  | 2 | 7  | 27 | 32 | -5  |
|  | 6.   | Frassati Potenza      | 9  | 14 | 4  | 2 | 8  | 16 | 28 | -12 |
|  | 7.   | Moliternese           | 6  | 14 | 2  | 2 | 10 | 9  | 24 | -15 |
|  | 8.   | Genzano (-2)          | 5  | 14 | 3  | 1 | 10 | 17 | 27 | -10 |

Legenda:
      Ammesso alle finali regionali.
      Retrocesso in Seconda Categoria.
Regolamento:
Due punti a vittoria, uno a pareggio, zero a sconfitta.
Pari merito in caso di pari punti.
Note:
Vultur, Melfi e Cadetti S. Maria hanno scontato 1 punto di penalizzazione in classifica per una rinuncia.
Genzano ha scontato 2 punti di penalizzazione in classifica per due rinunce.

### Squadre partecipanti
| Squadra              | Città (provincia)      | Stagione precedente |
| -------------------- | ---------------------- | ------------------- |
| U.S. Bernalda        | Bernalda (MT)          |                     |
| U.S. Eraclea         | Policoro (MT)          |                     |
| Pol. Libertas        | Ferrandina (MT)        |                     |
| Pol. Libertas Matera | Matera                 |                     |
| Pol. Matera          | Matera                 |                     |
| A.S. Montalbano      | Montalbano Jonico (MT) |                     |
| U.S. Montescaglioso  | Montescaglioso (MT)    |                     |
| Virtus Matera        | Matera                 |                     |

### Classifica finale
|  | Pos. | Squadra         | Pt       | G  | V  | N | P  | GF | GS | DR  |
|  | ---- | --------------- | -------- | -- | -- | - | -- | -- | -- | --- |
|  | 1.   | Libertas Matera | 23       | 12 | 11 | 1 | 0  | 36 | 5  | +31 |
|  | 2.   | Montalbano      | 18       | 12 | 9  | 0 | 3  | 31 | 10 | +21 |
|  | 3.   | Libertas        | 16       | 12 | 7  | 2 | 3  | 19 | 13 | +6  |
|  | 4.   | Bernalda        | 12       | 12 | 6  | 0 | 6  | 20 | 21 | -1  |
|  | 5.   | Virtus Matera   | 5        | 12 | 2  | 1 | 9  | 5  | 28 | -23 |
|  | 6.   | Eraclea         | 0        | 12 | 0  | 0 | 12 | 2  | 26 | -24 |
|  | 7.   | Pol. Matera     | 0        | 12 | 0  | 0 | 12 | 4  | 36 | -32 |
|  | ---  | Montescaglioso  | Ritirato |    |    |   |    |    |    |     |

Legenda:
      Ammesso alle finali regionali.
      Retrocesso in Seconda Categoria.
  Ritirato dal campionato e dalla classifica stagionale.
Regolamento:
Due punti a vittoria, uno a pareggio, zero a sconfitta.
Pari merito in caso di pari punti.

### Finale regionale
|                          | Risultati |                          | Luogo e data            |  |
| ------------------------ | --------- | ------------------------ | ----------------------- |  |
| Libertas Matera          | 2 - 1     | Libertas Invicta Potenza | Matera, 13 maggio 1962  |  |
| Libertas Invicta Potenza | 3 - 0     | Libertas Matera          | Potenza, 20 maggio 1962 |  |

- La Libertas Matera rinuncia a disputare la fase finale del Campionato Dilettanti.
- La Libertas Matera è promossa in serie D ma rinuncia all'iscrizione.

### Libri
- Almanacco Illustrato del Calcio 1963, edizioni de "Il Calcio Illustrato" - Rizzoli, 1962.

### Giornali
- Archivio della Gazzetta dello Sport, anni 1961 e 1962, consultabile presso le Biblioteche:
  - Biblioteca Nazionale Braidense di Milano;
  - Biblioteca Nazionale Centrale di Firenze;
  - Biblioteca Nazionale Centrale di Roma;
  - Biblioteca Civica Berio di Genova;
  - e presso Emeroteca del C.O.N.I. di Roma (non è online ma è da consultare in sede).